# Rufus Daggett
Pour les articles homonymes, voir Daggett.
Rufus Daggett est un général américain de l'Union, né le 6 octobre 1838 à New Berlin, dans l'état de New York et mort le 9 février 1912 à Utica, dans l'état de New York. Il est inhumé au New Forest Cemetery à Utica. Il est l'époux de Melinda Truax.

## Biographie
Avant la guerre, il est ferblantier. Pendant la guerre de Sécession, il est enrôlé dans le 14e régiment d'infanterie de New York (en) en tant que 1er lieutenant puis, en décembre 1861, il est promu major dans le 117e régiment d'infanterie de New York. Après diverses promotions, il est finalement nommé général de brigade le 15 janvier 1865.
Après guerre, il revient à Utica et y ouvre un magasin d'habillement pendant un an puis il part s'installer à Unadilla Forks où il tient une quincaillerie pendant environ 20 ans avant de parcourir le pays en tant que représentant pour la société propriétaire de sa quincaillerie. Il revient ensuite à Utica où il est responsable d'un bureau de poste jusqu'à sa retraite.

## Sources
- Nécrologie dans le "Utica Saturday Globe" du 10 février 1912
- "Civil War High Commands" de David et John Eicher (2001), pages 197 et 743